# Геосинклинала
Геосинклинала или геосинклинално огъване – е дълъг, дълбок, относително тесен и линейно удължен (десетки и стотици километри) тектонски подвижен участък от земната кора. Геосинклиналите се развиват предимно по периферията на платформите, в зоната на прехода от океаните към континентите или между континентите, в пределите на геосинклиналните пояси. Например покрай островните дъги и дълбоководните падини. Обикновено геосинклиналите са ограничени от разломи и запълнени с мощни седименти и в резултат от интензивните тектонски деформации се превръщат в сложни нагънати структури, явяващи се преходна зона между океанската и континенталната земна кора. Съвременните геосинклинали се отличават с висока сеизмичност и на места с вулканична дейност.

## Историческа справка
Първи, който въвежда термина геосинклинала през 1873 г. е американския геолог Джеймс Дана (1813 – 1895), макар, че още по рано, през 1859 г. близко по рода си понятие предлага шотландския геолог Джеймс Хол (1811 – 1898), който извършва мащабни геоложки изследвания в Апалачите. Ясно изразеното противопоставяне на геосинклиналите към континенталните области със спокойно залягане на геоложките пластове, получили названието континентални платформи е дадено през 1900 г. от френския геолог Гюстав Емил Ог (1861 – 1927). Той, а също и швейцарски изследователи на Алпите доказват, че геосинклиналите притежават сложен вътрешен строеж, разчленявайки се в процеса на своето развитие от т.нар. геоантиклинали (високо издигнати участъци) на отделни огънати сектори. Отделните стадии от развитието на геосинклиналите за първи път са формулирани от немския геолог Ернст Краус (1889 – 1970). Американският геолог Чарлз Шухерт (1858 – 1942) предлага тяхната първа класификация, а неговият съотечественик Амадеус Уилям Гребо (1870 – 1946) издига идеята за тяхната миграция. Широки обобщения били извършени от немския геолог Ханс Вилхелм Щиле (1876 – 1966), който изяснява закономерната връзка между развитието на геосинклиналите и проявата на магматичните процеси и предлага в зависимост от интензивността на последните термините евгеосинклинали и миогеосинклинали. През 1930 – 40-те години важен принос за изучаването на геосинклиналити допринасят руските геолози: Андрей Дмитриевич Архангелски (1879 – 1940, през 1933 г. въвежда понятието геосинклинални области); Владимир Владимирович Белоусов (1907 – 1990, през 1938 – 40 г. изяснява някои общи черти от развитието на геосинклиналите); Александър Волдемарович Пейве (1909 – 1985, през 1945 г. въвежда представата за дълбочинните разломи, играещи важна роля в залягането и по-нататъшната еволюция на геосинклиналите); Николай Сергеевич Шатски (1895 – 1960, през 1947 г. доказва, че геосинклиналите се групират в геосинклинални системи, отличаващи се със своеобразно историческо развитие). Други видни руски геолози Михаил Владимирович Муратов (1908 – 1982) и Виктор Ефимович Хаин (1914 – 2009) предлагат единна класификация на структурите на геосинклиналните пояси и уточняват стадиите им на развитие. Значителен принос в по-нататъшното изучаване на геосинклиналните области допринасят американският геолог Джон Маккей, френският Жан Обуен (1928 – 2020) и др., които от първоначалните представи за геосинклиналите, като единични огъвания на земната кора, постепенно налагат учението за геосинклиналите като Теория за геосинклиналите, която се явява като важно обобщение на теоретичната геология. Като цяло Теорията за геосинклиналите съставлява ядрото на много по-широкото учение за еволюцията и структурата на земната кора.